# Veliki ikozakronski heksekontaeder
| Veliki izakronski heksekontaeder             | Veliki izakronski heksekontaeder                      |
| -------------------------------------------- | ----------------------------------------------------- |
|                                              |                                                       |
| Vrsta                                        | zvezdni polieder                                      |
| Elementi                                     | F = 60, E = 120, V =52 ({\displaystyle \chi \,} = -8) |
| Grupa simetrije                              | Ih, [5,3], *532                                       |
| Sklici                                       | DU48                                                  |
| veliki ikozikozidodekaeder (dualni polieder) |                                                       |

Veliki ikozakronski heksekontaeder je dualno telo velikega ikozikozidodekaedra.

## Vir
- Wenninger, Magnus (1983), Dual Models, Cambridge University Press, ISBN 978-0-521-54325-5, MR730208